# Divisiones Regionales de la Región de Murcia 2014-15
Las divisiones regionales de fútbol son las categorías de competición futbolística de más bajo nivel en España, en las que participan deportistas amateur, no profesionales. En la Región de Murcia su administración corre a cargo de las Real Federación de Fútbol de la Región de Murcia. Inmediatamente por encima de estas categorías estaba la Tercera División española.
En la temporada 2014-2015 las divisiones regionales se dividen en Preferente Autonómica, Primera Autonómica y Segunda Autonómica. Los dos primeros clasificados de Preferente Autonómica y el vencedor de la eliminatoria de ascenso ascendieron al grupo XIII de Tercera División.

## Preferente Autonómica
La temporada 2014/15 de la Preferente Autonómica de la Región de Murcia comenzó el 7 de septiembre de 2014 y terminó el 17 de mayo de 2015.

### Clasificación
|  |     | Equipos de fútbol       | PJ | G  | E  | P  | GF | GC | Dif | Pts |
|  | --- | ----------------------- | -- | -- | -- | -- | -- | -- | --- | --- |
|  | 1.  | CF Lorca Deportiva      | 34 | 22 | 5  | 7  | 71 | 31 | +40 | 71  |
|  | 2.  | CAP Ciudad de Murcia    | 34 | 21 | 8  | 5  | 61 | 27 | +34 | 71  |
|  | 3.  | Atlético Pulpileño      | 34 | 20 | 9  | 5  | 60 | 29 | +31 | 69  |
|  | 4.  | EDMF Churra             | 34 | 19 | 10 | 5  | 59 | 23 | +36 | 67  |
|  | 5.  | Olímpico de Totana      | 34 | 19 | 7  | 8  | 69 | 42 | +27 | 64  |
|  | 6.  | Sangonera La Verde CF   | 34 | 16 | 9  | 9  | 64 | 41 | +23 | 57  |
|  | 7.  | Montecasillas FC        | 34 | 15 | 10 | 9  | 50 | 39 | +11 | 55  |
|  | 8.  | Sporting Aguileño       | 34 | 15 | 7  | 12 | 48 | 41 | +7  | 52  |
|  | 9.  | CD Algar                | 34 | 14 | 8  | 12 | 52 | 53 | -1  | 50  |
|  | 10. | UD Los Garres           | 34 | 13 | 6  | 15 | 57 | 57 | 0   | 45  |
|  | 11. | AD Alquerías            | 34 | 12 | 6  | 16 | 54 | 49 | +5  | 42  |
|  | 12. | CD Bala Azul            | 34 | 13 | 2  | 19 | 52 | 84 | -32 | 41  |
|  | 13. | CD Bullense             | 34 | 10 | 5  | 19 | 51 | 76 | -25 | 35  |
|  | 14. | Jumilla CD              | 34 | 9  | 6  | 19 | 37 | 59 | -22 | 33  |
|  | 15. | Ciudad de Calasparra CF | 34 | 10 | 2  | 22 | 45 | 79 | -34 | 32  |
|  | 16. | AD Soho CF              | 34 | 8  | 8  | 18 | 55 | 72 | -17 | 32  |
|  | 17. | Nuestro Abarán CF       | 34 | 5  | 7  | 22 | 37 | 85 | -48 | 22  |
|  | 18. | Balsicas Atlético       | 34 | 3  | 9  | 22 | 33 | 68 | -35 | 18  |

Pts = Puntos; PJ = Partidos Jugados; G = Partidos Ganados; E = Partidos Empatados; P = Partidos Perdidos; GF = Goles Anotados; GC = Goles Recibidos; Dif = Diferencia de gol
|  | Asciende a Tercera División                                |
|  | Clasificado para el Play-Off de ascenso a Tercera División |
|  | Desciende a Primera Autonómica                             |

### Play-Off de ascenso

#### Semifinales

##### Sangonera La Verde CF - Atlético Pulpileño
| 24 de mayo de 2015, 18:30 | Sangonera La Verde CF | 1:0     | Atlético Pulpileño | Estadio El Mayayo, Sangonera la Verde                         |                                                               |
|                           | Joaquín 47'           | Reporte |                    | Asistencia: 250 espectadores Árbitro(s): David Campos Salinas | Asistencia: 250 espectadores Árbitro(s): David Campos Salinas |

| 31 de mayo de 2015, 18:30 | Atlético Pulpileño | 2:0     | Sangonera La Verde CF | Estadio San Miguel, Pulpí                                         |                                                                   |
|                           | Sele 3' · Kiko 71' | Reporte |                       | Asistencia: 1.300 espectadores Árbitro(s): Ignacio Alcaraz Bernal | Asistencia: 1.300 espectadores Árbitro(s): Ignacio Alcaraz Bernal |

##### Olímpico de Totana - EDMF Churra
| 24 de mayo de 2015, 19:00 | Olímpico de Totana | 0:0     | EDMF Churra | Estadio Juan Cayuela, Totana                                     |                                                                  |
|                           |                    | Reporte |             | Asistencia: 650 espectadores Árbitro(s): Amine Laguenani Merizak | Asistencia: 650 espectadores Árbitro(s): Amine Laguenani Merizak |

| 31 de mayo de 2015, 19:00 | EDMF Churra | 1:1     | Olímpico de Totana | Campo municipal, Churra                                           |                                                                   |
|                           | Ibán 73'    | Reporte | Juanlu 53'         | Asistencia: 600 espectadores Árbitro(s): Marcos Navarro Quiñonero | Asistencia: 600 espectadores Árbitro(s): Marcos Navarro Quiñonero |

#### Final

##### Olímpico de Totana - Atlético Pulpileño
| 7 de junio de 2015, 19:00 | Olímpico de Totana | 2:4 | Atlético Pulpileño | Estadio Juan Cayuela, Totana          |  |
|                           |                    |     |                    | Árbitro(s): Kevin Javier Moreno Muñoz |  |

| 14 de junio de 2015, 19:00 | Atlético Pulpileño | 1:3 | Olímpico de Totana | Estadio San Miguel, Pulpí       |  |
|                            |                    |     |                    | Árbitro(s): José Andrés Gil Ros |  |

| Asciende a Tercera División Atlético Pulpileño |

## Primera Autonómica
La temporada 2014/15 de la Primera Autonómica de la Región de Murcia comenzó el 7 de septiembre de 2014 y terminó el 17 de mayo de 2015.

### Clasificación
|  |     | Equipos de fútbol      | PJ | G  | E  | P  | GF  | GC | Dif | Pts |
|  | --- | ---------------------- | -- | -- | -- | -- | --- | -- | --- | --- |
|  | 1.  | SFC Minerva            | 34 | 30 | 4  | 0  | 109 | 19 | +90 | 94  |
|  | 2.  | La Hoya Lorca CF "B"   | 34 | 25 | 3  | 6  | 95  | 35 | +60 | 78  |
|  | 3.  | Beniaján CF            | 34 | 25 | 1  | 8  | 70  | 36 | +34 | 76  |
|  | 4.  | Mazarrón FC            | 34 | 19 | 5  | 10 | 72  | 44 | +28 | 62  |
|  | 5.  | CD Juvenia             | 34 | 17 | 7  | 10 | 69  | 48 | +21 | 58  |
|  | 6.  | CD Esparragal          | 34 | 16 | 8  | 10 | 59  | 54 | +5  | 56  |
|  | 7.  | EF Los Alcázares       | 34 | 14 | 8  | 12 | 74  | 58 | +16 | 50  |
|  | 8.  | CD Alberca             | 34 | 14 | 7  | 13 | 57  | 62 | -5  | 49  |
|  | 9.  | Espinardo Atlético     | 34 | 15 | 4  | 15 | 60  | 79 | -19 | 49  |
|  | 10. | AD Pliego              | 34 | 11 | 11 | 12 | 60  | 66 | -6  | 44  |
|  | 11. | Alcantarilla-Thader CF | 34 | 11 | 9  | 14 | 58  | 47 | +11 | 42  |
|  | 12. | CD Lumbreras           | 34 | 11 | 8  | 15 | 35  | 41 | -6  | 41  |
|  | 13. | Blanca Citrisan Export | 34 | 10 | 5  | 19 | 42  | 78 | -36 | 35  |
|  | 14. | EMF Fuente Álamo       | 34 | 7  | 10 | 17 | 47  | 71 | -24 | 31  |
|  | 15. | Sporting Mazarrón      | 34 | 8  | 6  | 20 | 38  | 69 | -31 | 30  |
|  | 16. | Yeclano Deportivo "B"  | 34 | 7  | 6  | 21 | 41  | 80 | -39 | 27  |
|  | 17. | AD Sucina              | 34 | 6  | 3  | 25 | 37  | 79 | -42 | 21  |
|  | 18. | Club Edeco Fortuna "B" | 34 | 5  | 5  | 24 | 43  | 99 | -56 | 20  |

Pts = Puntos; PJ = Partidos Jugados; G = Partidos Ganados; E = Partidos Empatados; P = Partidos Perdidos; GF = Goles Anotados; GC = Goles Recibidos; Dif = Diferencia de gol
|  | Asciende a Preferente Autonómica                               |
|  | Clasificado para el Playoff de ascenso a Preferente Autonómica |
|  | Desciende a Segunda Autonómica                                 |

### Play-Off de ascenso

#### Semifinales

##### CD Esparragal - Beniaján CF
| 24 de mayo de 2015, 19:00 | CD Esparragal | 3:1 | Beniaján CF | Campo municipal, El Esparragal           |  |
|                           |               |     |             | Árbitro(s): Antonio José Lorente Heredia |  |

| 31 de mayo de 2015, 18:45 | Beniaján CF | 0:2 | CD Esparragal | Estadio Los Marques, Beniaján          |  |
|                           |             |     |               | Árbitro(s): Juan Ramón Tomás Aranguren |  |

##### CD Juvenia - Mazarrón FC
| 24 de mayo de 2015, 19:00 | CD Juvenia | 2:2 | Mazarrón FC | Estadio Rafael García, Pozo Estrecho |  |
|                           |            |     |             | Árbitro(s): Álvaro Simón Lozano      |  |

| 31 de mayo de 2015, 19:00 | Mazarrón FC | 1:1 | CD Juvenia | Estadio Municipal de Mazarrón, Mazarrón |  |
|                           |             |     |            | Árbitro(s): Daniel Hernández Gálvez     |  |

#### Final

##### CD Esparragal - Mazarrón FC
| 7 de junio de 2015, 19:00 | CD Esparragal | 0:2 | Mazarrón FC | Campo municipal, El Esparragal     |  |
|                           |               |     |             | Árbitro(s): Javier Sánchez Navarro |  |

| 14 de junio de 2015, 19:00 | Mazarrón FC | 2:1 | CD Esparragal | Estadio Municipal de Mazarrón, Mazarrón |  |
|                            |             |     |               | Árbitro(s): Jesús Izquierdo García      |  |

| Asciende a Preferente Autonómica Mazarrón FC |

## Segunda Autonómica
La temporada 2014/15 de la Segunda Autonómica de la Región de Murcia comenzó el 21 de septiembre de 2014 y terminó el 31 de mayo de 2015.

### Clasificación
|  |     | Equipos de fútbol         | PJ | G  | E | P  | GF  | GC  | Dif  | Pts |
|  | --- | ------------------------- | -- | -- | - | -- | --- | --- | ---- | --- |
|  | 1.  | Montecasillas FC "B"      | 30 | 25 | 2 | 3  | 132 | 39  | +93  | 77  |
|  | 2.  | CD Algar "B"              | 30 | 22 | 6 | 2  | 90  | 32  | +58  | 72  |
|  | 3.  | UD Abanilla               | 30 | 19 | 2 | 9  | 80  | 40  | +40  | 59  |
|  | 4.  | Mar Menor CF "B"          | 30 | 19 | 1 | 10 | 82  | 45  | +37  | 58  |
|  | 5.  | ED Javalí Viejo-La Ñora   | 30 | 17 | 6 | 7  | 84  | 48  | +36  | 57  |
|  | 6.  | Sangonera la Verde CF "B" | 30 | 16 | 3 | 11 | 76  | 50  | +26  | 51  |
|  | 7.  | Atlético La Flota         | 30 | 15 | 2 | 13 | 67  | 59  | +8   | 47  |
|  | 8.  | CF Molina "B"             | 30 | 14 | 4 | 12 | 61  | 59  | +2   | 46  |
|  | 9.  | CD Beniel                 | 30 | 14 | 3 | 13 | 68  | 57  | +11  | 45  |
|  | 10. | AD Rincón de Seca         | 30 | 14 | 3 | 13 | 68  | 69  | -1   | 45  |
|  | 11. | Santiago de la Ribera FC  | 30 | 14 | 1 | 15 | 58  | 65  | -7   | 43  |
|  | 12. | Espinardo CF              | 30 | 13 | 2 | 15 | 72  | 62  | +10  | 41  |
|  | 13. | San Cristóbal CF          | 30 | 7  | 2 | 21 | 48  | 82  | -34  | 23  |
|  | 14. | EF Corvera                | 30 | 7  | 2 | 21 | 48  | 102 | -54  | 23  |
|  | 15. | AD El Llano               | 30 | 2  | 2 | 26 | 44  | 104 | -60  | 8   |
|  | 16. | Atlético Puebla de Soto   | 30 | 1  | 1 | 28 | 19  | 174 | -155 | 4   |

Pts = Puntos; PJ = Partidos Jugados; G = Partidos Ganados; E = Partidos Empatados; P = Partidos Perdidos; GF = Goles Anotados; GC = Goles Recibidos; Dif = Diferencia de gol
|  | Asciende a Primera Autonómica |